# Тустеп-герідж
Тустеп-герідж (англ. 2-step garage), або просто тустеп — жанр електронної музики, піджанр геріджу. 
Тустеп-герідж з'явився в середині 1990-х років в Лондоні, Велика Британія. Цей жанр електронної музики був схожим на хауз або джангл, але вирізнявся неправильним, нерівним ритмом, чимось нагадуючи американський ритм-енд-блюз. Вважається, що створенню жанру сприяли музика з відомого нью-йоркського клубу Paradise Garage, та R&B в стилі Timbaland. Електронні танцювальні композиції стали досягати високих позицій в британських чартах, а також часто звучали в сетах діджеїв. Частина назви «тустеп» (англ. 2-step, укр. два кроки) була пов'язана з нерівним ритмом барабанів, на відміну від рівномірного ритму геріджу, також відомого як «Four on the floor».
Серед «класичних» композицій тустеп-геріджу, виданих наприкінці дев'яностих років: Dem 2 — «Destiny» (1997), B15 Project — «Girls Like Us» (1998), MJ Cole — «Sincere» (1998), 702 — «You Don't Know» (2000), Artful Dodger — «Moving Too Fast» (2000). На початку 2000-х популярність тустеп-геріджа спала, але в середині 2010-х років знов відновилася завдяки таким гуртам, як Disclosure.